# Millardia kondana
Millardia kondana is een knaagdier uit het geslacht Millardia dat alleen gevonden is in Sinhgarh in Maharashtra (Zuidwest-India), op zo'n 1270 m hoogte.
Deze soort is een stuk groter dan zijn geslachtsgenoten. De staart is vrij kort. De kop-romplengte bedraagt 150 tot 200 mm, de staartlengte 110 tot 186 mm, de achtervoetlengte 27 tot 34 mm en de oorlengte 16 tot 23 mm.
De paartijd is in oktober; per worp worden er drie tot negen jongen geboren.
Millardia gleadowi · Millardia kathleenae · Millardia kondana · Millardia meltada